# كلية اللغات (جامعة المغتربين)
كلية اللغات هي إحدى كليات جامعة المغتربين السودانية ، تمنح الكلية درجة البكالريوس في التخصصات التالية:-
- اللغة الإنكليزية.
- اللغة الفرنسية.
- اللغة العربية/الإنكليزية. (اللغة العربية تخصص رئيسي والإنكليزية تخصص فرعي)
- اللغة الإنكليزية/العربية. (اللغة الإنكليزية تخصص رئيسي والعربية تخصص فرعي)

## أهداف الكلية
1. التعرف على الثقافات الأجنبية.
2. تلبية احتياجات المنطقة والإقليم في مختلف حقول التخصصات التي تحتاج للغة الإنكليزية.
3. متابعة دراسات الطلاب العليا في تخصصاتهم المختلفة.
4. تشجيع وتعزيز التوجه الإيجابي نحو التعلم مدى الحياة وغرس هذا المفهوم لدى الطلاب.
5. تقديم المقررات والمفردات الدراسية بنظام التخصص الرئيسي والتخصص الفرعي، حيث تكون اللغة الإنكليزية تخصصاً رئيسياً واللغة العربية تخصصاً فرعياً أو العكس وفقاً لنظام الساعات المعتمدة لكل تخصص.